# Il mondo nei tuoi occhi. Due storie di un amore
Il mondo nei tuoi occhi. Due storie di un amore è un romanzo di Loredana Frescura e Marco Tomatis, pubblicato nel 2006.
È il romanzo vincitore del premio Andersen nel 2006 per il miglior libro oltre i 12 anni.

## Edizioni
- Loredana Frescura, Marco Tomatis, Il mondo nei tuoi occhi. Due storie di un amore, Fanucci Editore, 2006,  p. 169, ISBN 978-88-347-1154-5.